# Fernando Cornejo
Fernando Andrés Cornejo Jiménez (28 de gener de 1969 - 24 de gener de 2009) fou un futbolista xilè.

## Selecció de Xile
Va formar part de l'equip xilè a la Copa del Món de 1998.